# Bardeh Naqshīneh
Bardeh Naqshīneh (persiska: برده نقشینه) är en ort i Iran.   Den ligger i provinsen Västazarbaijan, i den nordvästra delen av landet, 400 km väster om huvudstaden Teheran. Bardeh Naqshīneh ligger 1 443 meter över havet och antalet invånare är 160.
Terrängen runt Bardeh Naqshīneh är kuperad norrut, men söderut är den platt.Runt Bardeh Naqshīneh är det ganska glesbefolkat, med 50 invånare per kvadratkilometer. Närmaste större samhälle är Gūzal Bolāgh, 8,4 km öster om Bardeh Naqshīneh. Trakten runt Bardeh Naqshīneh består till största delen av jordbruksmark.